# Никитское (Ярославская область)
Никитское — село в Гаврилов-Ямском районе Ярославской области России. Входит в состав Митинского сельского округа Митинского сельского поселения.

## География
Село находится в юго-восточной части области, в зоне хвойно-широколиственных лесов, вблизи истока реки Туношонки, на расстоянии примерно 19 километров (по прямой) к востоку-юго-востоку от города Гаврилов-Ям, административного центра района. Абсолютная высота — 159 метров над уровнем моря.

### Климат
Климат характеризуется как умеренно континентальный, с умеренно холодной зимой и относительно тёплым летом. Среднегодовая температура воздуха — 3 — 3,5 °C. Средняя температура воздуха самого холодного месяца (января) — −13,3 °C; самого тёплого месяца (июля) — 18 °C. Вегетационный период длится около 165—170 дней. Годовое количество атмосферных осадков составляет 500—600 мм, из которых большая часть выпадает в тёплый период.

## История
Каменная Богородицкая церковь с колокольней и оградой в селе построена в 1789 году. Престолы были: в холодной в честь Смоленской иконы Божией Матери, в теплой во имя вмч. Димитрия.
В конце XIX — начале XX века село являлось центром Никитской волости Нерехтского уезда Костромской губернии, с 1918 года — Иваново-Вознесенской губернии.
С 1929 года село являлось центром Никитского сельсовета Гаврилов-Ямского района, в 1944 — 1959 годах в составе Бурмакинского района, с 1954 года — в составе Митинского сельсовета, с 2005 года — в составе Митинского сельского поселения.

## Население
| 1872 | 1897 | 1907 | 2002 | 2007 | 2010 |
| ---- | ---- | ---- | ---- | ---- | ---- |
| 228  | ↗282 | ↗332 | ↘17  | ↗19  | ↘16  |

### Национальный состав
Согласно результатам переписи 2002 года, в национальной структуре населения русские составляли 100 % из 17 чел.

## Достопримечательности
В селе расположена недействующая Церковь Смоленской иконы Божией Матери (1789).